# Kasteel Keverberg

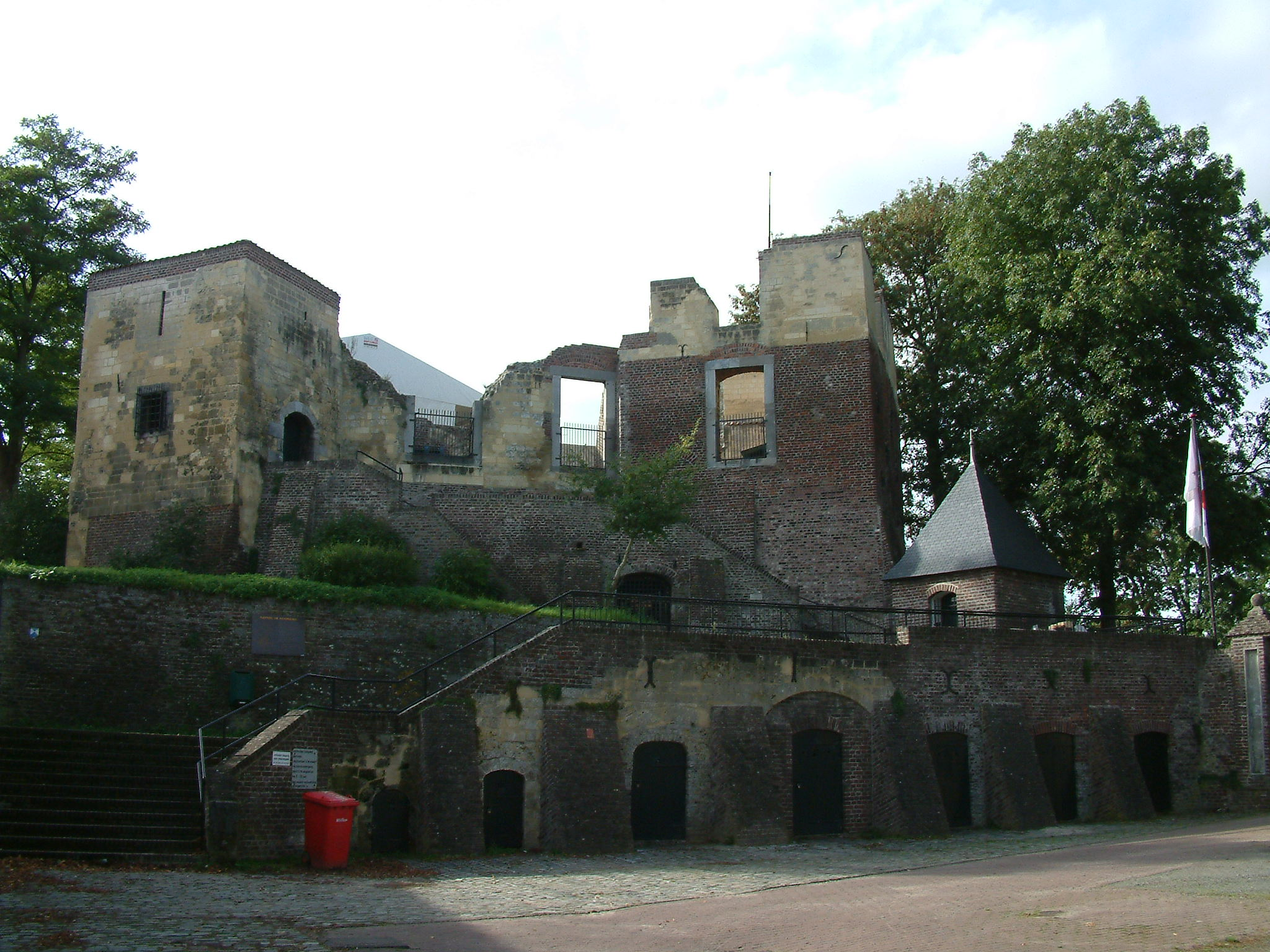
Kasteelruïne De Keverberg in Kessel

Kasteel (De) Keverberg was ooit residentie van de graven van Kessel en is in 2015 hersteld uit een geconsolideerde ruïne van een mottekasteel gelegen in het hart van het Noord-Limburgse dorp Kessel aan de Maas, stroomopwaarts ten zuiden van Venlo. Het bevindt zich op een heuvel. Het hoogteverschil tussen het kasteel en de rivier kan worden overbrugd via trappen en terrassen.
De naam Keverberg is afkomstig van de familie De Keverberg d’Aldenghoor, eigenaren van het kasteel van 1779 tot in het begin van de twintigste eeuw. Het kasteel is ook bekend onder de naam 'Kasteel Kessel'.

## Beschrijving
Door zijn ligging op de opgeworpen heuvel is dit kasteel een van de weinige nog overgebleven mottekastelen in Nederland. Van origine was het een van de oudste kastelen in Limburg en stond het bekend als 'burcht Kessel'. Uit historisch onderzoek is gebleken dat in de motte restanten aanwezig zijn van een burcht die gebouwd moet zijn in de 9e eeuw. Het betrof hier muren van twee meter dik gemaakt uit oersteen en maaskeien met daarop een vierkante houten woontoren van 15 meter. Het doel van de toren was om het scheepvaartverkeer op de rivier te controleren en tol te heffen.
Na gedeeltelijke afbraak zijn de restanten opgevuld met zand en is de motte verder verbreed en opgehoogd, waardoor een plateauheuvel van 9 meter hoogte ontstond. Het huidige kasteel is vermoedelijk deels gebouwd in de 12de eeuw toen een toren en een mergelstenen ringmuur met weergang op bogen aan de binnenzijde werden aangelegd. Binnen de ringmuur is een zaal uit de 13de eeuw en, hieraan gebouwd, een poorttoren eveneens uit de 13de eeuw. Vervolgens bouwde men in 1325 aan de noordoostzijde buiten de ringmuur een vierkante donjon. Rond 1400 werd nog een nieuwe poorttoren gebouwd aan de zuidoostzijde, de zogenaamde Maastoren. In de loop der eeuwen werden nog een aantal gebouwen opgericht binnen de muren van het kasteel.
Direct ten westen van het kasteel staat de Onze-Lieve-Vrouw-Geboortekerk.

## Geschiedenis

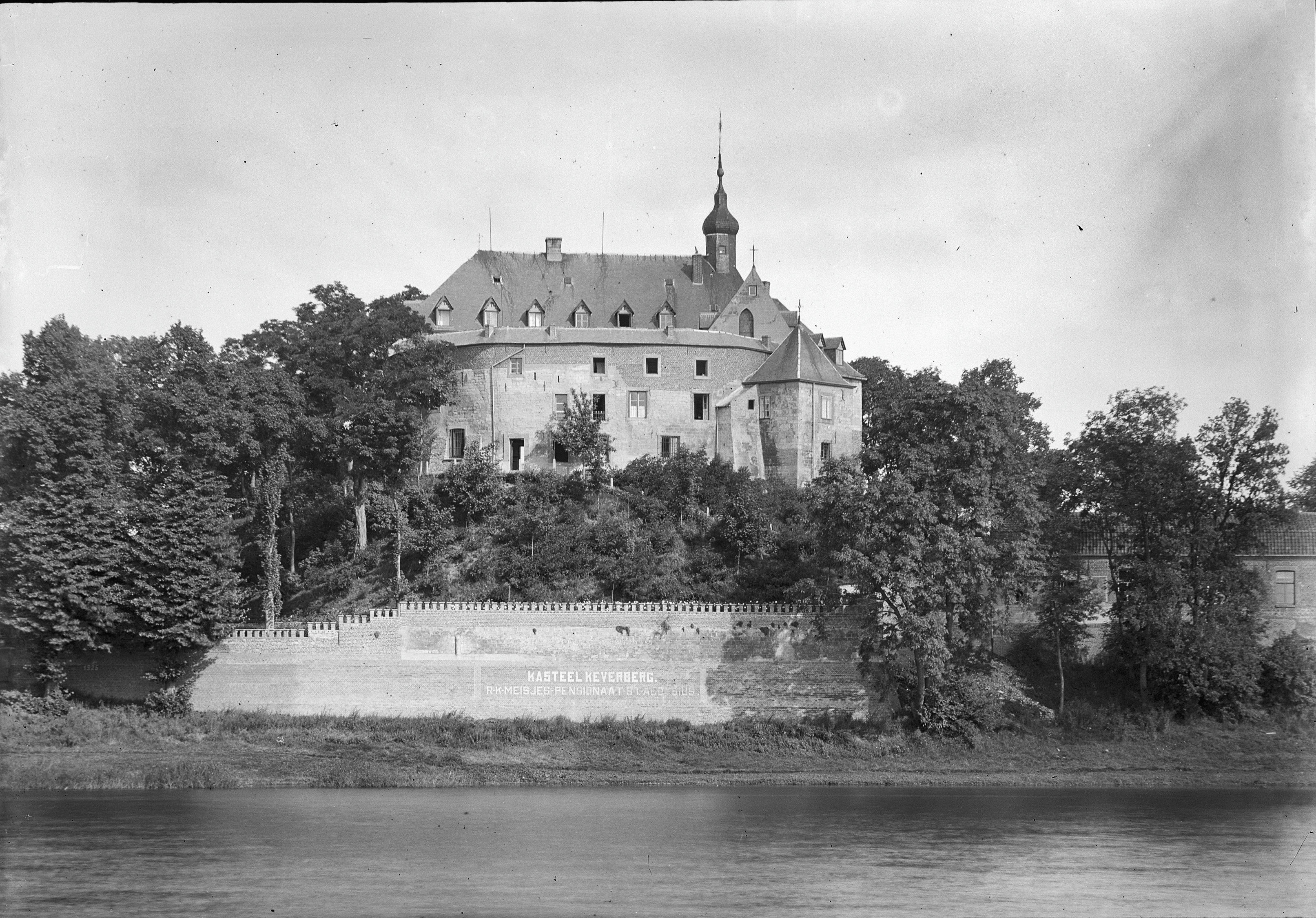
Kasteel Keverberg (1929)

Het kasteel was van oorsprong het centrum van het graafschap Kessel, voor het eerst genoemd in de tiende eeuw, toen keizer Otto I van het Heilige Roomse Rijk zijn neef en vazal graaf Ansfried tot graaf van Kessel benoemde, waardoor deze muntrecht kreeg voor Kessel en tol ging heffen op de Maas. Deze Ansfried heeft later, als bisschop van Utrecht, de abdij van Thorn gesticht. Een onecht kind van deze Ansfried, Balderik genaamd, werd zijn opvolger als graaf van Kessel. Balderik werd opgevolgd door Hendrik I van Kessel. De nakomelingen van deze Hendrik bleven als bewoners op het kasteel tot 1279, toen het werd verkocht aan Reinoud I van Gelre. Aangezien Reinoud het kasteel niet zelf wilde als bewoner, benoemde hij ene Godfried van Berck tot beheerder, die zichzelf al snel heer van Kessel ging noemen. In 1541 stierf deze familie uit en erfde een neef, Caspar van Merwijck, het kasteel.
In 1597 is het kasteel door Staatse troepen in brand gestoken, het werd daarna herbouwd als een drie verdiepingen hoog bakstenen gebouw. De familie van Merwijck was in aanzien en had onder anderen contact met veldheer Maarten van Rossum, keizer Karel V, prins Maurits en aartshertog Albert van Oostenrijk. In 1779 stierf het geslacht uit, neef Caspar baron van Keverberg erfde het gehele bezit, inclusief het kasteel van Kessel. Dit was toen dat de naam 'Keverberg' aan het kasteel verbonden raakte. Deze Caspar kwam aan zijn einde door verdrinking in de Maas, een gerucht wil dat hij daar nog regelmatig rondspookt.
De laatste adellijke bewoner van kasteel Kessel was Frederik Hendrik Karel de Keverberg de Kessel, de zoon van Karel Lodewijk van Keverberg van Kessel. Deze 'baron Frits' stierf een eenzame dood in 1876, verlaten door zijn vrouw en dochter. Het kasteel werd een onderkomen voor schipperskinderen en in 1903 verkochten de erven Keverberg het aan de congregatie van de Zusters van de Goddelijke Voorzienigheid. Deze zusters richtten het kasteel in als klooster en maakten er een meisjespensionaat van, het St. Aloysiusgesticht.

### Na 1940
In de Tweede Wereldoorlog werd het kasteel bezet door Duitse soldaten, die het bij hun aftocht opbliezen en in brand staken. De binnenmuren werden geheel vernield en door de ontstane brand bleef niets over van het interieur. De zusters zagen geen kans om het kasteel te laten herbouwen en zo werd de burcht van Kessel een ruïne. De ringmuur stond nog overeind, met nissen en kantelen en verder een gedeelte van de weergang, de muren van de grote zaal, de zijtoren en de poorttoren. Het gewelf onder de grote zaal is inmiddels weer hersteld.
In 1953 werd de ruïne door de gemeente Kessel aangekocht. Er was zoveel verloren gegaan dat men besloot de burcht niet te restaureren maar te consolideren: handhaven van de toenmalige staat en verder verval voorkomen. De overblijfselen werden in middeleeuwse sfeer teruggebracht met uitzondering van bouwdelen uit de zeventiende eeuw. 

## Nieuwbouw
De stichting 'Behoud Kasteel De Keverberg' werd eigenaar van de ruïne en haalde vijf miljoen euro bij elkaar voor voor herstel van het kasteel en de inrichting van het bijbehorende park. Los van de oude muren is een nieuw gedeelte gebouwd bestaande uit slanke kolommen waarop betonnen verdiepingsvloeren en het dak rusten. Het nieuwe dak heeft een achttiende-eeuwse vorm en is gedekt met leien, maar in plaats van de kleine dakkapellen zijn er grote glazen vensters aangebracht. Tussen de kolommen zitten glazen puien. De binnenplaats kreeg een flauw hellend glazen dak. De nieuwbouw is in 2015 geopend, ze wordt niet door de stichting maar door een daartoe opgerichte besloten vennootschap geëxploiteerd.
In 2015 werd tijdens graafwerkzaamheden in de kasteeltuin een loden kist gevonden met een stoffelijk overschot. Aangenomen wordt dat het de resten betreft van de laatste baron Van Keverberg, Frits, wiens laatste rustplaats sinds zijn overlijden in 1876 onbekend was.